# Euplecte monseigneur
Euplectes hordeaceus
Espèce
Statut de conservation UICN

 LC  : Préoccupation mineure
L'Euplecte monseigneur (Euplectes hordeaceus) est une espèce de passereaux de la famille des Ploceidae.
Il vit dans les zones tropicales en Afrique, au nord du Sénégal au Soudan et au sud de l'Angola à la Tanzanie.
Ce tisserin vit dans les zones dégagées, en particulier les prairies hautes et souvent près de l'eau. Il construit un nid sphérique tissé dans les hautes herbes. Il y pond 2 à 4 œufs.
C'est un oiseau trapu de 13 à 15 cm de long. Le mâle, en période de reproduction, est écarlate en dehors de sa face, son ventre et ses ailes qui sont noirs et de sa queue brune. Le bec conique est épais et noir. Il s'affiche obstensiblement, lançant ses cris aigus depuis les herbes hautes, gonflant ses plumes ou exécutant un vol stationnaire.
Hors période de reproduction, le mâle est jaune-brun, maculé de brun au-dessus et devenant blanchâtre au-dessous. Il a un sourcil blanchâtre. Il ressemble au mâle d'Euplectes franciscanus hors période de reproduction, mais il est plus foncé et a des ailes noires. Les femelles ressemblent aux mâles mais sont plus claires. Les jeunes ont des bandes pâles plus larges sur leurs ailes.
C'est une espèce grégaire qui se nourrit de semences, de céréales et de certains insectes